# Інтали
Інтали́ (каз. Ынталы) — село у складі Жанааркинського району Улитауської області Казахстану. Адміністративний центр Караагаського сільського округу.
Населення — 808 осіб (2021; 1106 у 2009, 1259 у 1999, 1388 у 1989).
Національний склад станом на 1989 рік:
- казахи — 100 %.

Станом на 1989 рік село називалось Интали.